# گیل آن دورسی
گیل آن دورسی (انگلیسی: Gail Ann Dorsey؛ زادهٔ ۲۰ نوامبر ۱۹۶۲) یک موسیقی‌دان اهل ایالات متحده آمریکا است. وی از سال ۱۹۸۵ میلادی تاکنون مشغول فعالیت بوده‌است.